# Alchemilla laevipes
Alchemilla laevipes é uma espécie de rosácea do gênero Alchemilla, pertencente à família Rosaceae.